# پوتیتو استارس
 پوتیتو استارس (انگلیسی: Potito Starace؛ زادهٔ ۱۴ ژوئیهٔ ۱۹۸۱) یک تنیس‌باز اهل ایتالیا است. 